# Jan David Sutthoff
Jan David Sutthoff (* 14. Juli 1987 in Georgsmarienhütte) ist ein deutscher Journalist. 

## Leben
Sutthoff studierte Politikwissenschaft, Rechtswissenschaft und Kommunikationswissenschaften an der Otto-Friedrich-Universität Bamberg. Dort war er von Juli 2009 bis Januar 2011 auch Herausgeber und Chefredakteur der Studentenzeitschrift Ottfried. Anschließend absolvierte er eine Ausbildung zum Redakteur an der Axel-Springer-Akademie in Berlin. 2013 war er erster Redakteur und Teil des Gründungsteams der deutschsprachigen Ausgabe der The Huffington Post, bei der er im Politik-Bereich tätig war. Seit 2017 war er Head of Social Media & Video des Mediums. Sutthoff war ab Januar 2019 Chief Editor bei der Kommunikationsagentur Scholz & Friends.
Ab Mai 2020 leitete Sutthoff das norddeutsche Regionalmedium Moin.de bei der Funke Mediengruppe. Ab 2021 war er auch Mitglied der Chefredaktion der ebenfalls zu Funke gehörenden Portale Der Westen, News38 im Raum Braunschweig und Thüringen24.
Im Februar 2023 wechselte Sutthoff zu Vius.
Von Juni bis Oktober 2023 war er Chefredakteur des Onlinemediums Nius. Seit Mai 2024 ist er als stellvertretender Chefredakteur in der SV Gruppe (u. a. Schwäbische Zeitung, Nordkurier, Schweriner Volkszeitung) für das Management und die Weiterentwicklung aller digitalen Plattformen verantwortlich.

## Auszeichnungen
- 2019: „Kampagne des Jahres“ beim PR Report Award[13] und Gewinner des Politik Award[14] als Teil des Kampagnen-Teams bei der Kommunikationsagentur Scholz & Friends.[15]

## Publikationen
- Für die Pressefreiheit im Exil. In: You Xie: Als Chinese in Bamberg. Biografie. Weiß, Bamberg 2013, ISBN 978-3-940821-28-7, S. 23–25.